# Ussurijsk

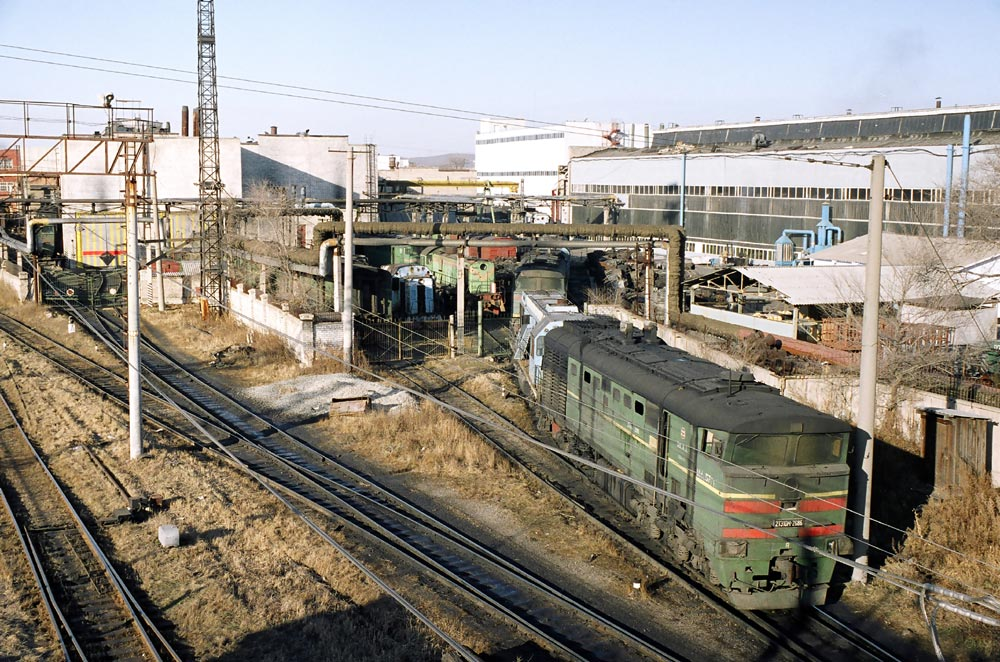
Industri i Ussurijsk.

Ussurijsk (ryska: Уссури́йск) är den näst största staden i Primorje kraj i sydöstra Ryssland. Centralorten hade 168 137 invånare i början av 2015, med totalt 194 250 invånare i hela det område som administreras av staden. Ussurijsk fick sitt nuvarande namn 1957. Staden grundades 1866 under namnet Nikolskoje, och dess stadsrättigheter härrör från 1898. Ussurijsk hette Vorosjilov mellan åren 1935 och 1957. 